# Alexander Exarch

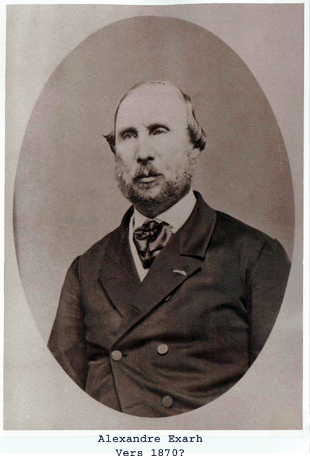
Alexandar Exarch

Alexandar Stoilow (auch Aleksandar Stoilov geschrieben, bulgarisch Александър Стоилов; * 1810 in Eski Zağra, Osmanisches Reich; † 27. September 1891 in Sofia), bekannt als Alexander Exarch (bulg. Александър Екзарх), war ein bulgarischer Journalist, Aufklärer aus der Zeit der Bulgarischen Nationalen Wiedergeburt und Kämpfer für eine unabhängige bulgarisch-orthodoxe Kirche (siehe Bulgarisches Exarchat). Im türkischsprachigen Raum war er auch unter dem Namen Hacı Beyoğlu bekannt.

## Leben
Stoilow wurde zunächst in seinem Geburtsort Eski Zağra, später an einer griechischen Schule in Istanbul sowie in Bukarest, Budapest, Wien und München ausgebildet. Ab 1836 studierte er zunächst Medizin, dann Mathematik in Paris  und war zudem ab 1838 an der dortigen osmanischen Botschaft beschäftigt. 1841 begleitete er als Übersetzer Adolphe Jérôme Blanqui, der von der französischen Regierung entsandt wurde, um die Situation nach einem Aufstand in den Westbulgarischen Gebieten zu untersuchen.
Zwischen 1850 und 1862 war er nach Iwan Bogorow, mit russischer Unterstützung, Chefredakteur der Zeitung Zarigradski westnik (dt. Konstantinopeler Zeitung) in Konstantinopel. Sie war neben der Zeitung „Bulgarski orel“ (bulg. „Българский орел“, dt. Bulgarischer Adler), herausgegeben 1846 von Iwan Bogorow in Leipzig, eine der ersten und die am längsten herausgegeben bulgarische Zeitung. Durch Publikationen in der Zeitung wurde der Kampf für eine unabhängige bulgarische Kirche, deren Gründung 1870 erfolgte, maßgeblich unterstützt.
Zwischen 1866 und 1870 arbeitete er als Diplomat in der osmanischen Botschaft in Paris. Nach dem Ende des russisch-osmanischen Krieges 1878 bemühte er sich erfolglos um den Thron des neu gegründeten Fürstentums Bulgarien.